# 名古屋市立原小学校
名古屋市立原小学校（なごやしりつ はらしょうがっこう）は、愛知県名古屋市天白区原五丁目の公立小学校。

## 歴史

### 沿革
- 1980年（昭和55年）4月1日 - 名古屋市立原小学校として設立される[1]。

### 児童数の変遷
『愛知県小中学校誌』（1998年）によると、児童数の変遷は以下の通りである。
| 1980年（昭和55年） | 645人 |  |
| 1987年（昭和62年） | 881人 |  |
| 1997年（平成9年）  | 881人 |  |

## 通学区域
所管する名古屋市教育委員会は、2019年（令和元年）9月1日現在、天白区のうち、天白町大字平針字上原・中平一丁目・中平二丁目・中平五丁目・原二丁目・原三丁目・原四丁目・原五丁目の全域および天白町大字平針字黒石の各一部を通学区域として指定している。
また、卒業後の進学先は名古屋市立原中学校となっている。

## 地理

### 学区内の主な河川
- 天白川
- 大根川

### WEB
1. ↑  名古屋市教育委員会事務局総務部教育環境計画室計画係 (2019年9月1日). “名古屋市立小・中学校の通学区域一覧（天白区）” (PDF).   名古屋市. 2020年6月21日閲覧。
2. ↑  名古屋市教育委員会事務局総務部教育環境計画室計画係 (2018年4月1日). “名古屋市立中学校区一覧（小→中）” (PDF).   名古屋市. 2020年6月21日閲覧。

### 書籍
1. 1 2 3 4  六三制教育五十周年記念愛知県小中学校誌編集委員会 1998, p. 403.